# Raunchy
Raunchy és una banda danesa d'estil industrial i death metal, formada en 1994. Aquest grup combina sons de metal espès i fornit, ajudat d'elements electrònics (produït per Ross Robinson) amb tocs melòdics; el seu descobriment va ser en el 2002, quan van ser la primera banda de metal danesa a signar amb Nuclear Blast Records, seguits després per Mnemic.